# Magan

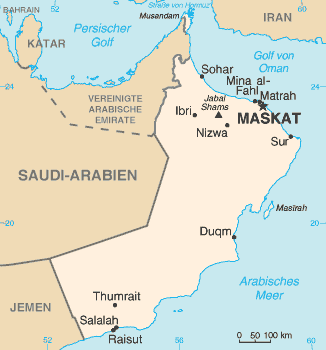
Lage Omans

Magan (sumerisch Ma-ganki, assyrisch Ma-kan, Ma-ka-an, akkadisch ma-kan-nu-u, ma-ak-ka-ni-tum; gesprochen wohl Makkan) ist die Bezeichnung für das Gebiet des heutigen Oman und der Vereinigten Arabischen Emirate. Aufgrund der Lagebeschreibung Gudeas konnte die Region Oman schnell identifiziert werden: „Felseninseln in der südlichen Ausbuchtung (des Persischen Golfs)“. Bislang ist Maništušu der einzig belegte König, der Magan im Zusammenhang eines Feldzugs betrat und dort gegen eine Allianz von „Herren aus 32 Städten“ kämpfte. Er rückte mit seinem Heer bis zum „Edelmetallstollen“ vor und ließ anschließend sein Standbild aus „schwarzem Stein“ anfertigen.
Magan trug die Beinamen „Kupferberg“ sowie „Stollenproduktberg“ und stellte im Altertum für den Handel zwischen dem Zweistromland und dem Indus-Tal eine wichtige Zwischenstation dar.

## Handelsbeziehungen

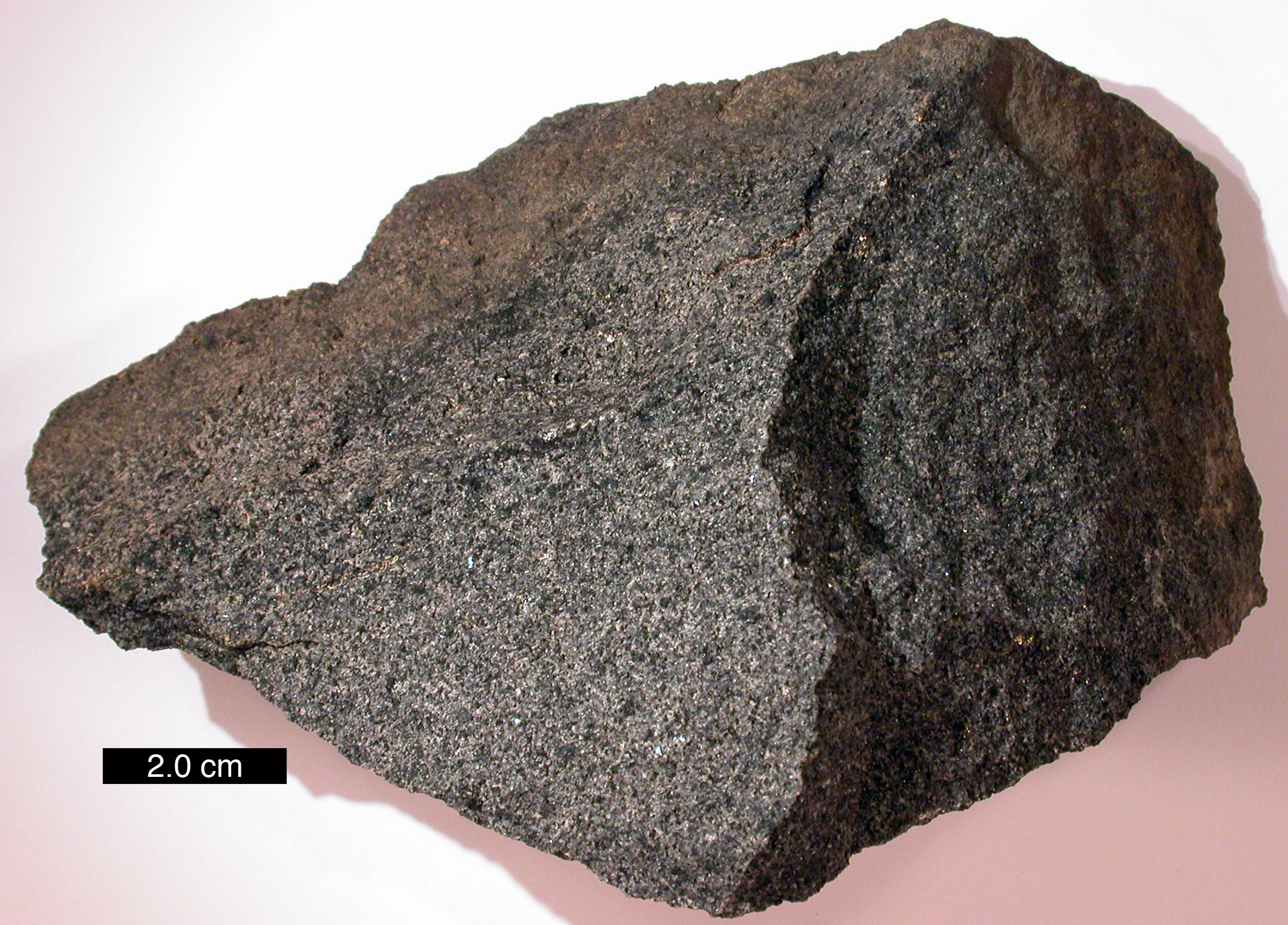
Handstück eines Gabbro

Das Land besaß durch seinen Kupferbergbau eine besondere Bedeutung im damaligen Handelssystem, da Kupfer zur Herstellung von Bronze benötigt wird. Auf dem Höhepunkt der Kupferproduktion zwischen 2200 v. Chr. und 1900 v. Chr. sollen 2000 bis 4000 Tonnen Kupfer gefördert worden sein. Außerdem wurden aus Magan unter anderem noch Gabbro und Diorit exportiert. So berichtet Gudea vom Import von Diorit aus Magan zur Herstellung von Statuen. Der Handel wurde mit Schiffen abgewickelt, die eine Ladekapazität von bis zu 20 t hatten.
Bitumenreste als Fragmente von Dichtmaterial, die mehr als 3000 Jahre älter sind als die in Ra’s al-Jins in Oman (2400–2300 v. Chr.) gefundenen, haben Archäologen in as-Sabiyah (Kuwait) entdeckt. In einem neolithischen Dorf am Rand einer Lagune fanden sie neben den zu erwarteten arabischen Artefakten auch solche der mesopotamischen Obed-Kultur. Vermutlich existierte dort eine Anlegestelle für mesopotamische Händler. Es spricht einiges dafür, dass die Keramik von Obed, die man entlang der Arabischen Halbinsel bis nach Bahrain, Katar und am anderen Ufer des Persischen Golfs fand, über das Meer und nicht auf dem Landweg befördert worden ist.
Die etwa 30 Bitumenfragmente weisen wie die aus Oman Abdrücke von Schilf und Seilen auf der einen und Krustentieren auf der anderen Seite auf. In as-Sabiyah fand sich auch das Tonmodell eines Schiffes. Es ist nur wenige Zentimeter groß. Bei genauer Betrachtung erkennt man Schilfrohrbündel, die miteinander verschnürt und an Heck und Bug zusammengerafft sind, sowie eine glatte Oberfläche in der Mitte, vielleicht Schilfmatten. Alles in allem weist das Schiffchen alle Charakteristika der Magan-Schiffe auf.
Darüber hinaus fanden Archäologen eine Tonscherbe, die ein Schiff von ähnlicher Gestalt wie das Modell zeigt. In der Mitte erheben sich zwei Masten, mit einem Tau verbunden.  Dieselben Masten in derselben Position – anscheinend war das die einzige Lösung, damit ein Schilfboot in seiner leichten Bauweise das Segel tragen konnte, fand sich auf einem Statit-Täfelchen aus Mohenjo-Daro am Indus.
Wenn auch über die handelspolitische Bedeutung von Magan einiges bekannt ist, so sind die Kenntnisse über die politische Organisation des Landes gering. Es scheint aber zumindest ein Fürstentum bzw. Königreich gegeben zu haben, da Naram-Sin von Akkad um 2200 v. Chr. von einem Sieg über „Mani[um], dem Herrn von Magan“ berichtet.
Um 1800 v. Chr. verlor Magan mit dem Untergang der Induskultur und dem Ende direkter Handelsverbindungen nach Mesopotamien seine Bedeutung. Zwar wurde weiter Kupfer abgebaut und exportiert, doch zog Dilmun/Bahrain nun den Zwischenhandel an sich. Zu dieser Zeit verschwindet Magan aus den sumerischen Quellen. Ein Grund war wohl auch, dass der Kupferbedarf Mesopotamiens zunehmend von Zypern aus gedeckt werden konnte.